# American Football League
Az American Football League (AFL) egy profi amerikaifutball-liga volt. 1960 és 1969 között létezett, 1970-ben összeolvadt a National Football League-gel (NFL). Az AFL-es csapatok, plusz 3 NFL-es csapat adta az azóta is létező AFC-konferencia, a maradék NFL csapatból lett az NFC-konferencia.

## AFL-döntők
| Eastern Division |
| Western Division |

- 1966–1970 között a dőlt betűvel jelzett csapatok az AFL–NFL World Championship Game (Super Bowl) résztvevői, a vastag betűvel írt csapatok az AFL–NFL World Championship Game győztesei.
- A győztes csapat után zárójelben a bajnoki címet száma szerepel.
- A helyszín után zárójelben szerepel, hogy az adott helyszínen hányadszorra rendezték meg az AFL-döntőjét.

| Szezon | Dátum              | Győztes                | Eredmény        | Vesztes              | Helyszín                            | Nézőszám |
| ------ | ------------------ | ---------------------- | --------------- | -------------------- | ----------------------------------- | -------- |
| 1960   | 1961. január 1.    | Houston Oilers         | 24–16           | Los Angeles Chargers | Jeppesen Stadion                    | 32 183   |
| 1961   | 1961. december 24. | Houston Oilers (2)     | 10–3            | San Diego Chargers   | Balboa Stadion                      | 29 556   |
| 1962   | 1962. december 23. | Dallas Texans          | 20–17 (2× h.u.) | Houston Oilers       | Jeppesen Stadion (2)                | 37 981   |
| 1963   | 1964. január 5.    | San Diego Chargers     | 51–10           | Boston Patriots      | Balboa Stadion (2)                  | 30 127   |
| 1964   | 1964. december 26. | Buffalo Bills          | 20–7            | San Diego Chargers   | War Memorial Stadion                | 40 242   |
| 1965   | 1965. december 26. | Buffalo Bills (2)      | 23–0            | San Diego Chargers   | Balboa Stadion (3)                  | 30 361   |
| 1966   | 1967. január 1.    | Kansas City Chiefs (2) | 31–7            | Buffalo Bills        | War Memorial Stadion (2)            | 42 080   |
| 1967   | 1967. december 31. | Oakland Raiders        | 40–7            | Houston Oilers       | Oakland-Alameda County Coliseum     | 53 330   |
| 1968   | 1968. december 29. | New York Jets          | 27–23           | Oakland Raiders      | Shea Stadion                        | 62 627   |
| 1969   | 1970. január 4.    | Kansas City Chiefs (3) | 17–7            | Oakland Raiders      | Oakland-Alameda County Coliseum (2) | 53 561   |

## AFL–NFL World Championship Game
1966 és 1969 között az AFL győztese az akkor még külön álló NFL győztesével mérkőzött meg az „AFL–NFL World Championship Game” elnevezésű döntőben, amelyet az AFL és NFL egyesülése után, 1970-ben Super Bowlnak neveztek el.
| National Football League (NFL, 1967–1970) | American Football League (AFL, 1967–1970) |
| ----------------------------------------- | ----------------------------------------- |
| NFL bajnok                                | AFL bajnok                                |

| #   | Dátum            | Győztes                | E     | Vesztes            | Helyszín                      | Város                   | Nézők  | Hiv.  |
| --- | ---------------- | ---------------------- | ----- | ------------------ | ----------------------------- | ----------------------- | ------ | ----- |
| I   | 1967. január 15. | Green Bay Packers      | 35–10 | Kansas City Chiefs | Los Angeles Memorial Coliseum | Los Angeles, Kalifornia | 61 946 | [ 1 ] |
| II  | 1968. január 14. | Green Bay Packers (2)  | 33–14 | Oakland Raiders    | Orange Bowl                   | Miami, Florida          | 75 546 | [ 2 ] |
| III | 1969. január 12. | New York Jets          | 16–7  | Baltimore Colts    | Orange Bowl (2)               | Miami, Florida (2)      | 75 389 | [ 3 ] |
| IV  | 1970. január 11. | Kansas City Chiefs (2) | 23–7  | Minnesota Vikings  | Tulane Stadium                | New Orleans, Louisiana  | 80 562 | [ 4 ] |